# 버네사 마셜
버네사 마셜(영어: Vanessa Marshall, 1969년 10월 19일 ~ )은 미국의 성우, 배우이다. 어머니는 배우 조앤 밴아크이고 아버지는 기자였던 존 마셜이다. 주로 애니메이션 성우로 활동했으며, 특히 DC 코믹스 원작의 여러 비디오 영화에서 원더우먼을 비롯 다양한 배역으로 출연하였다.

## 극장판 애니메이션
- 2020년 아야와 마녀 - 벨라 야가 역